# Canzo
Canzo is een gemeente in de Italiaanse provincie Como (regio Lombardije) en telt 5016 inwoners (31-12-2004). De oppervlakte bedraagt 11,2 km², de bevolkingsdichtheid is 445 inwoners per km².

## Demografie
Canzo telt ongeveer 2107 huishoudens. Het aantal inwoners steeg in de periode 1991-2001 met 8,5% volgens cijfers uit de tienjaarlijkse volkstellingen van ISTAT.
| Jaar | Inwoneraantal |
| ---- | ------------- |
| 1861 | 2117          |
| 1871 | 1938          |
| 1881 | 1872          |
| 1901 | 1965          |
| 1911 | 2069          |
| 1921 | 2028          |
| 1931 | 2238          |
| 1951 | 2837          |
| 1961 | 3264          |
| 1971 | 4038          |
| 1981 | 4221          |
| 1991 | 4518          |
| 2001 | 4900          |

## Geografie
De gemeente ligt op ongeveer 402 m boven zeeniveau.
Canzo grenst aan de volgende gemeenten: Asso, Caslino d'Erba, Castelmarte, Cesana Brianza (LC), Civate (LC), Eupilio, Longone al Segrino, Proserpio, Pusiano, Valbrona en Valmadrera (LC).

## Galerij

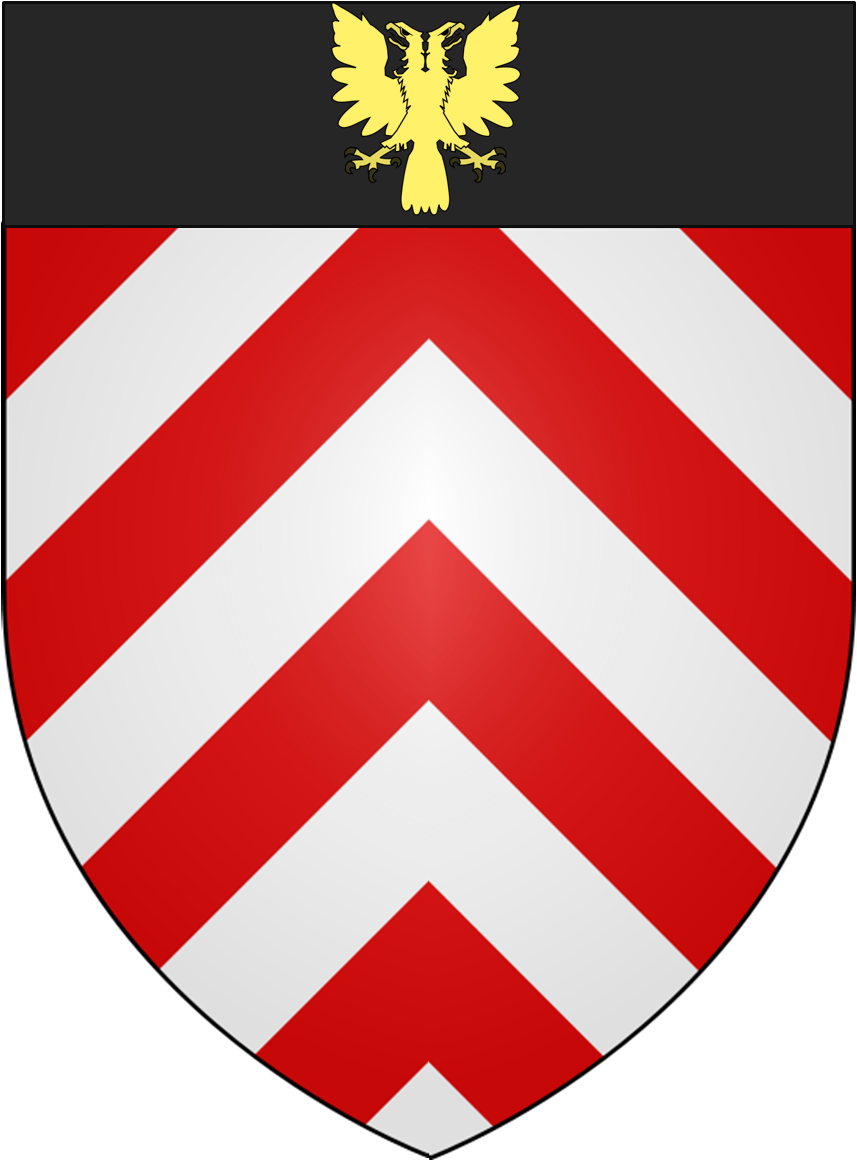
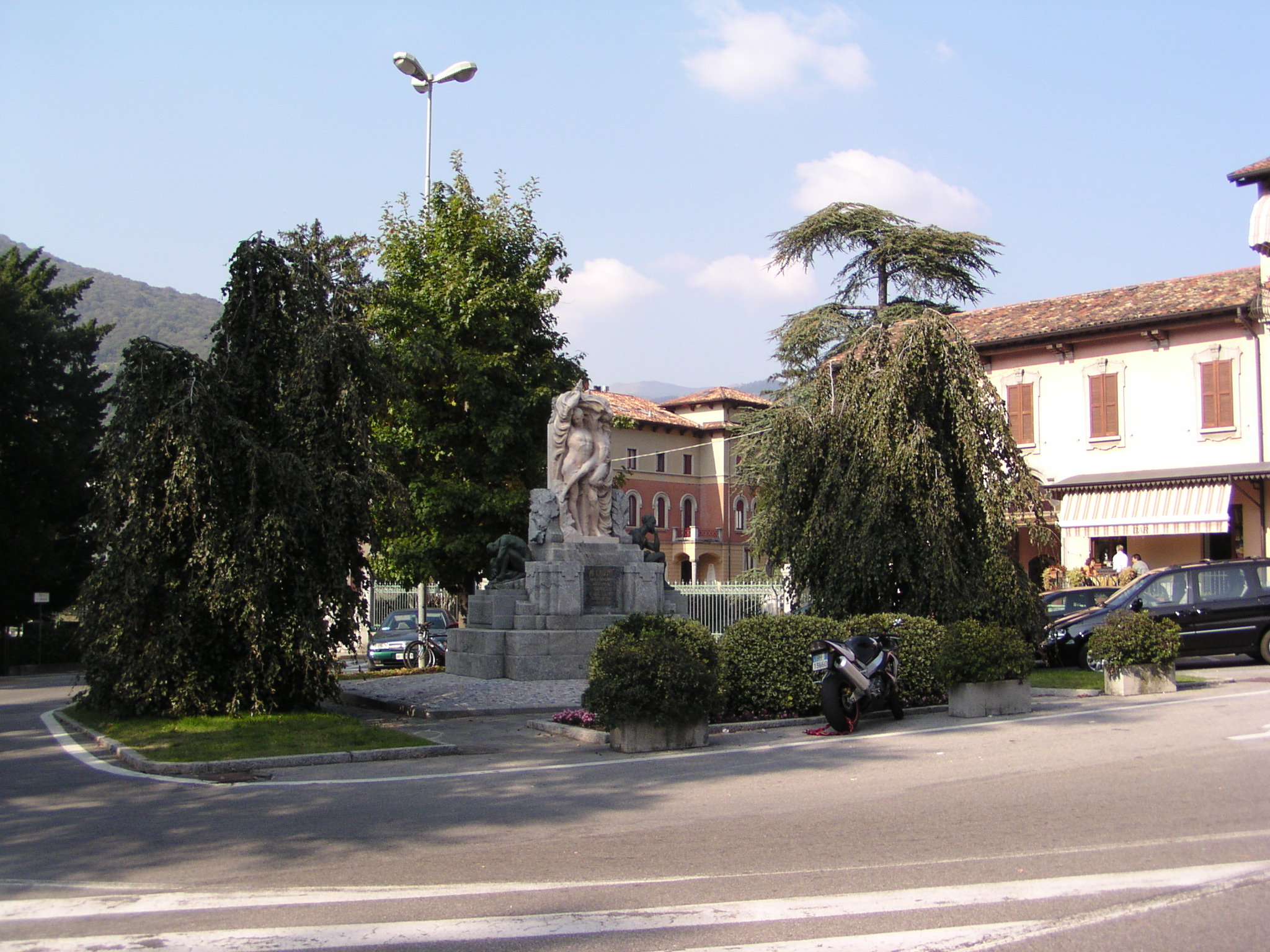
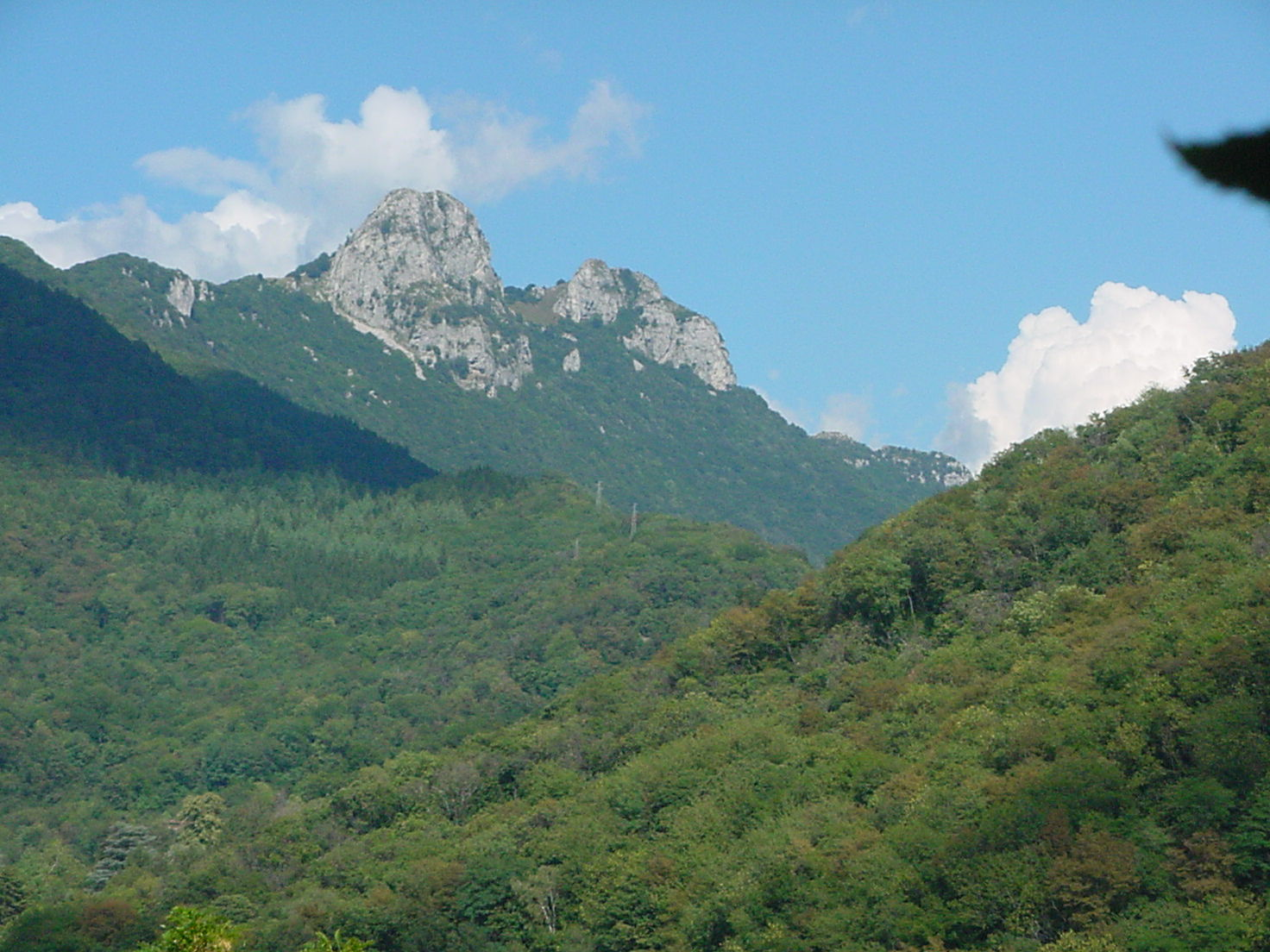
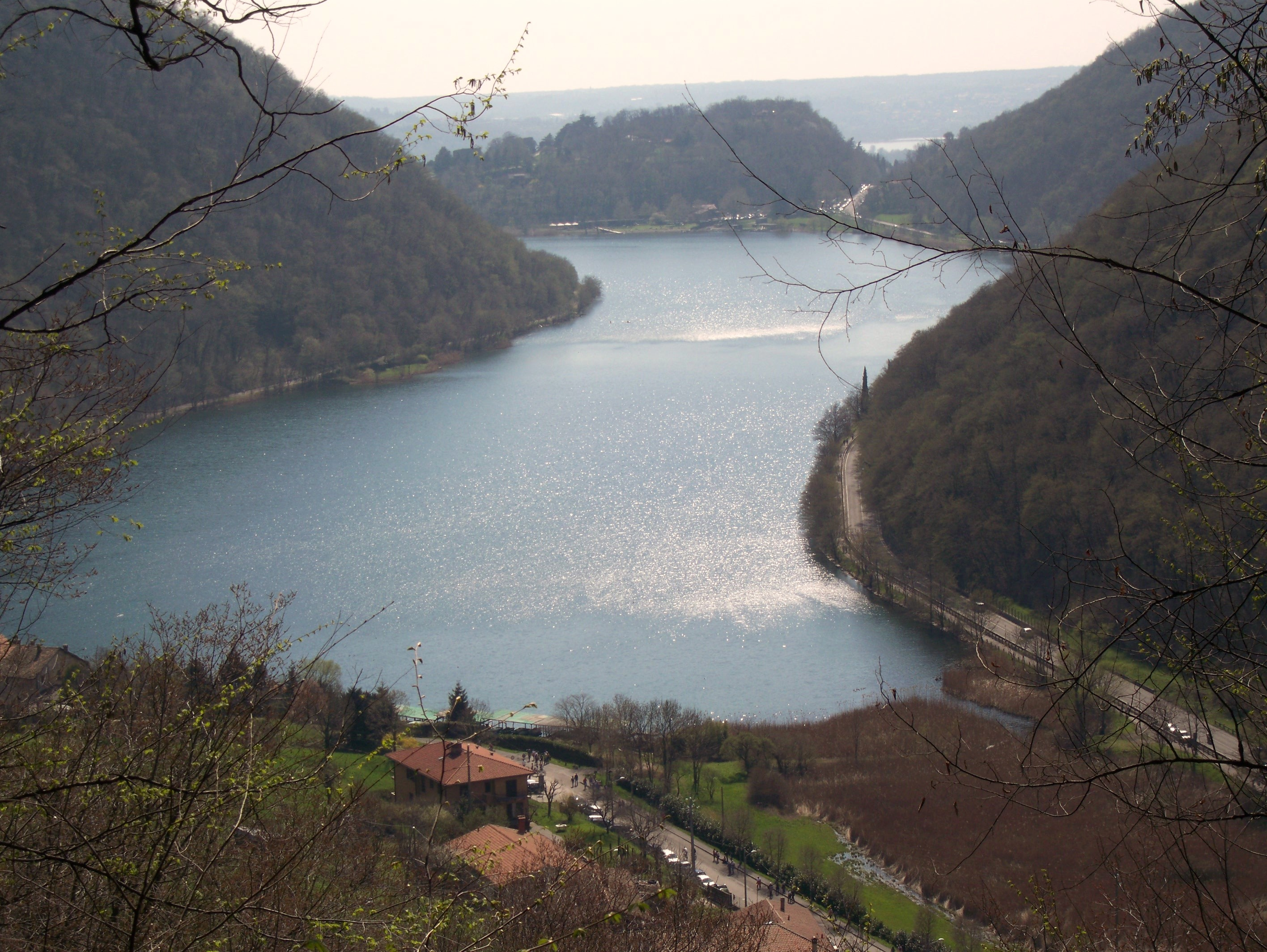
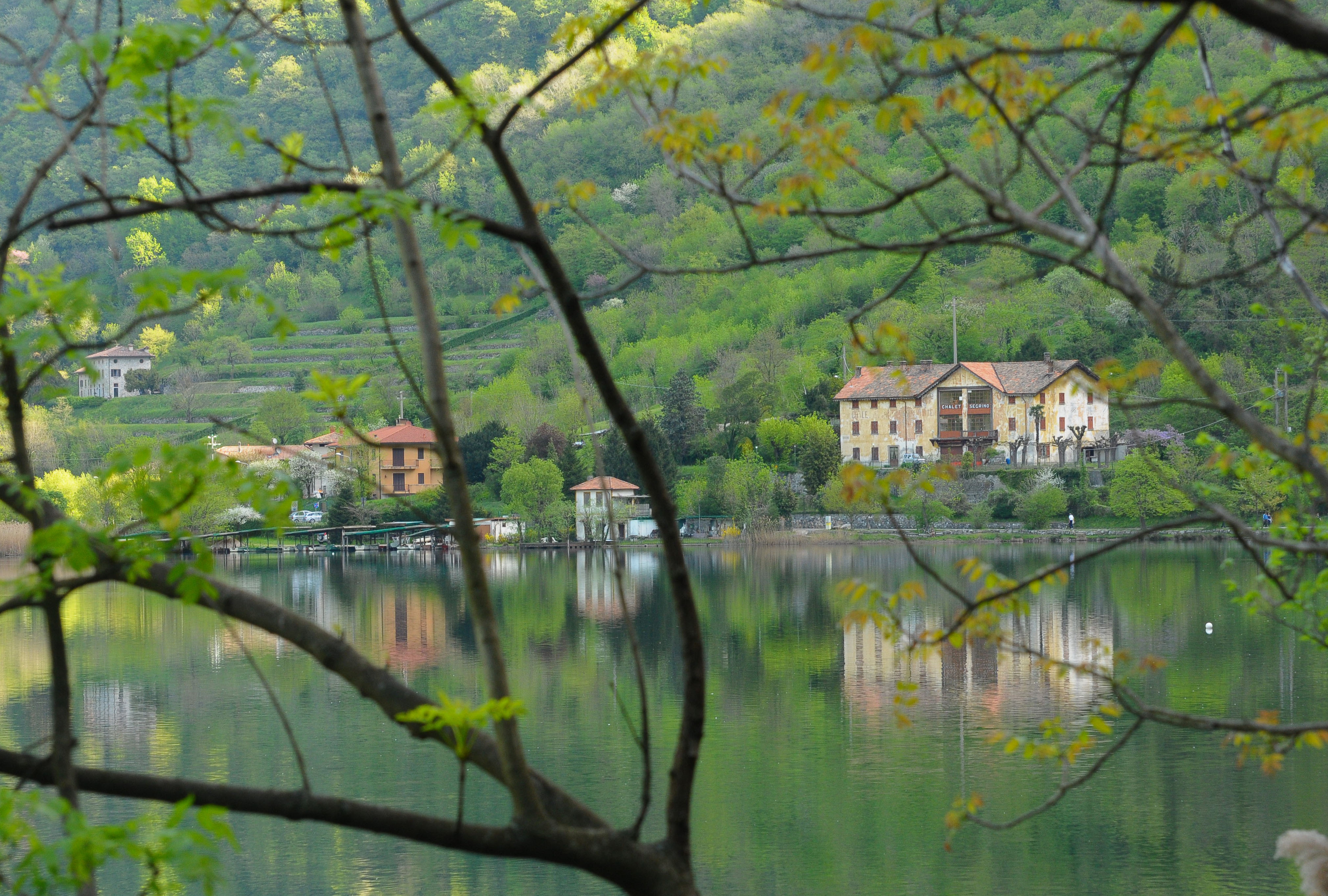
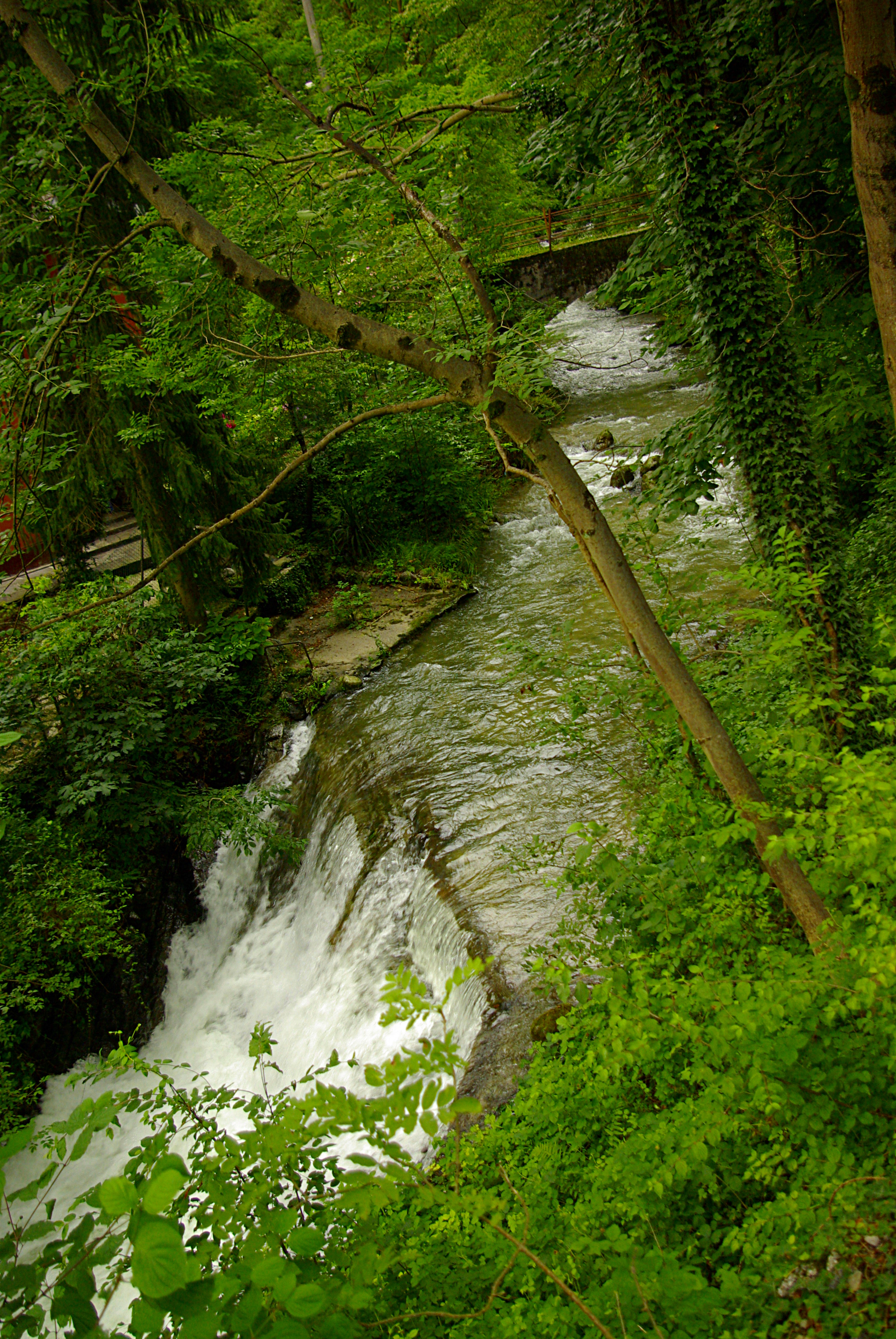
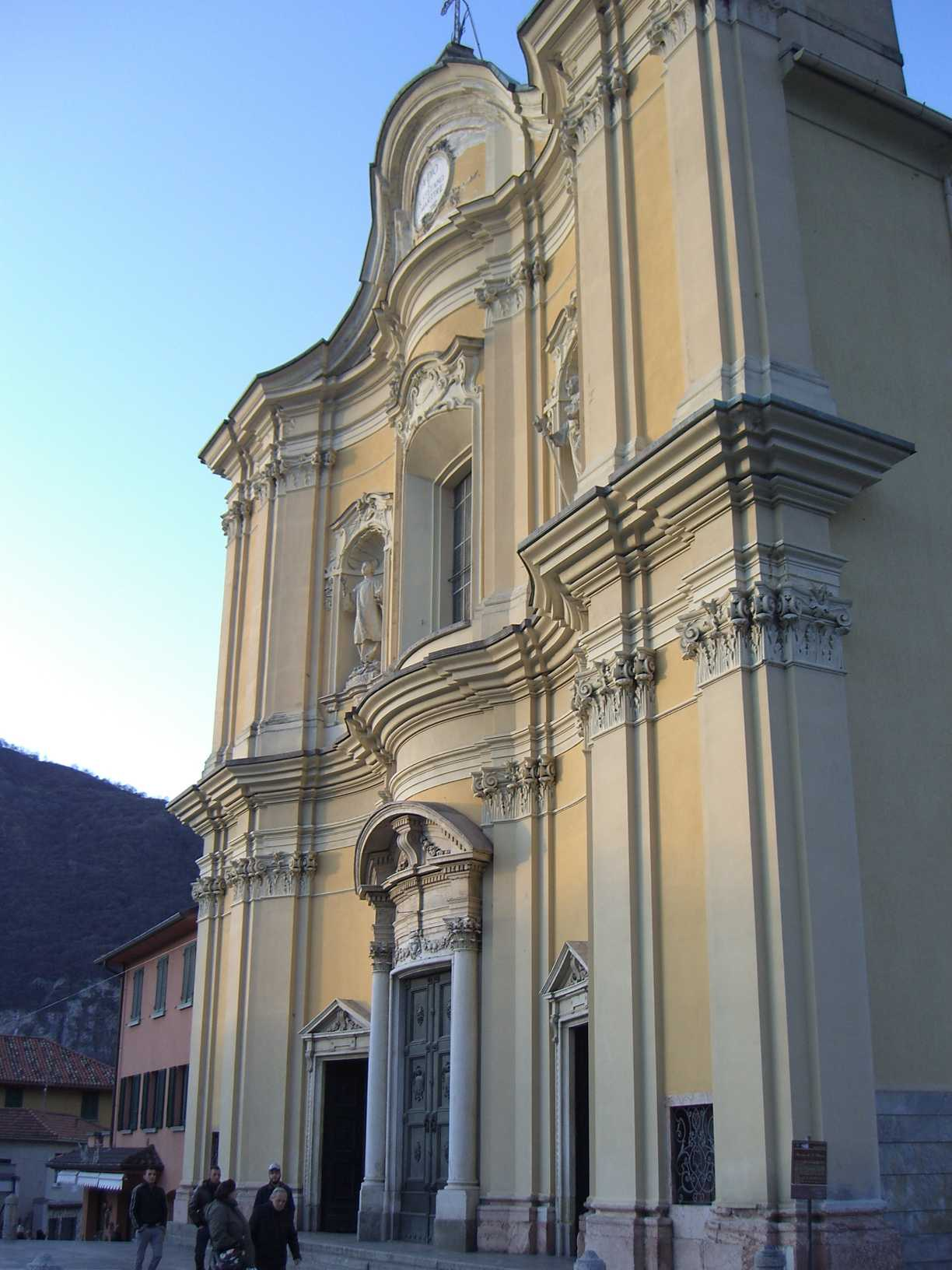